# Sangiovese

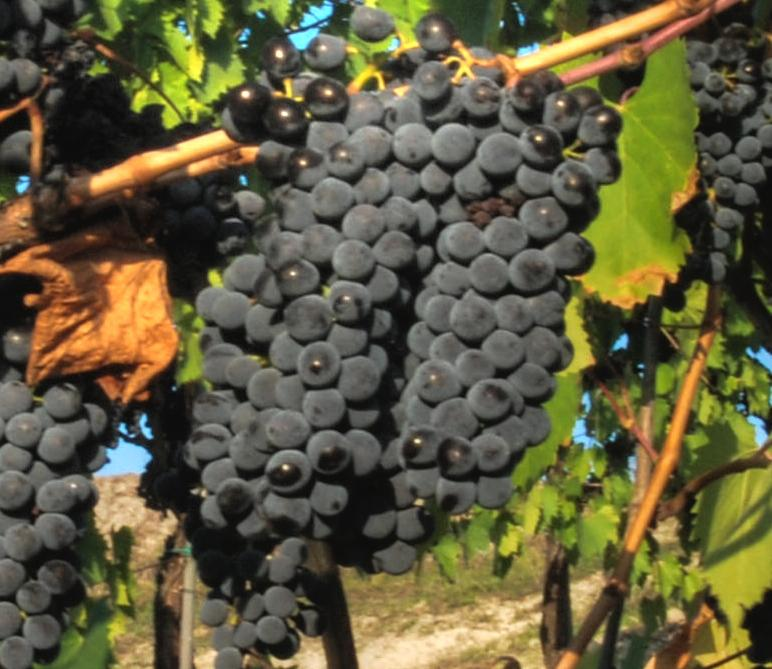
Raïm de sangiovese.

Sangiovese és una varietat de raïm negre de vi. El seu nom deriva del llatí sanguis Jovis (la sang de Júpiter). És abundant des del centre al sud d'Itàlia, des de Romanya al Laci, Campània i Sicília. Fora d'Itàlia és més coneguda com a component dels vins de Brunello di Montalcino i Rosso di Montalcino i com a component principal dels vins multivarietals de Chianti, Carmignano, Vino Nobile di Montepulciano i Morellino di Scansano, encara que també es pot usar per a fer vins monovarietals, com el Sangiovese di Romagna i el vi Tignanello, del modern grup dels vins italians "súper toscans".
La sangiovese ja era ben coneguda al segle xvi. El recent perfil d'ADN realitzat per José Vouillamoz del Istituto Agrari di Sant Michele all'Adige suggereix que les varietats ciliegiolo i calabrese montenuovo són ancestres de la sangiovese. La primera és una varietat antiga molt coneguda en la Toscana i la segona és una varietat gairebé extinta de Calàbria. Hi ha, almenys, catorze clons de sangiovese, dels quals el més conegut és el brunello. S'han classificat els clons en sangiovese grosso (que inclou brunello) i sangiovese piccolo.
Els vins joves de sangiovese tenen una aroma a maduixes fresques i un sabor una mica picant. Adquireix fàcilment notes de roure i fins i tot notes de quitrà quan envelleix en bota. Encara que no són tan aromàtics com els pinot negre, cabernet sauvignon i syrah, els vins de sangiovese solen tenir un sabor de cireres vermelles agres, aromes terrosos i notes de fulles de te. Els vins de sangiovese tenen un nivell mitjà-alt de tanins i una elevada acidesa.

## Història
És possible que la sangiovese fos usada per a l'elaboració del vi a l'antiga Roma. S'ha postulat també que els etruscs van prendre aquesta vinya quan era salvatge per conrear-la per primera vegada, plantant els primers vinyers a la Toscana. La traducció literal del nom del raïm (la "sang de Júpiter") fa referència al déu romà Júpiter. Una antiga llegenda diu que el nom va ser encunyat pels monjos de la localitat de Santarcangelo di Romagna, a l'actual província de Rímini, a la regió italiana d'Emília-Romanya.
El primer document que esmenta la sangiovese és un escrit de 1590 de Giovanvettorio Soderini (també conegut amb el pseudònim de Ciriegiulo). Soderini anomena al raïm sangiogheto i diu que aquest raïm de la Toscana produeix vins molt bons però que si els productors no en tenen cura, es pot avinagrar. Encara que no hi ha proves concloents que la sangiogheto sigui la sangiovese, molts historiadors del vi consideren que és el primer esment a aquesta varietat. No és fins al segle xviii quan la sangiovese va començar a guanyar popularitat arran de la seva difusió per la Toscana, convertint-se en una dels raïms més plantats de la zona juntament amb la malvasia i el trebbiano.
El 1738, Cosimo Trinci va descriure als vins de sangiovese com a excel·lents quan s'integrava en vins multivarietals però molt àcids quan es tractava de vins monovarietals. El 1883, l'escriptor italià Giovanni Cosimo Villifranchi va elaborar una descripció similar, assenyalant que la qualitat dels vins amb sangiovese depèn dels raïms amb les quals es barreja. L'enòleg i polític Bettino Ricasoli va elaborar una de les primeres receptes per a vi de Chianti quan va barrejar la sangiovese amb una gran quantitat de canaiolo. Formant part dels vins de Chianti, Brunello di Montalcino i Vino Nobile di Montepulciano, la sangiovese va experimentar un període de popularitat a la fi del segle xix i al començament del segle xx. En la dècada de 1970, els productors toscans van començar un període d'innovació introduint tècniques modernes per afegir notes de roure i barrejar el raïm amb varietats no italianes, com la cabernet sauvignon, per crear vins que van ser etiquetats comercialment com a "súper toscans".

### Filiació
En 2004, l'anàlisi d'ADN realitzat pels investigadors del San Michele All'Adige va revelar que el raïm és el producte d'un encreuament entre les varietats ciliegiolo i la cabrese montenuovo. Encara que la ciliegiolo té una llarga història lligada a la regió de la Toscana, la calabrese montenuovo (que no està relacionada amb el raïm conegut normalment com a calabrese o nero d'Avola) té el seu origen en el sud d'Itàlia. La calabrese montenuovo probablement es va originar en el sud abans d'obrir-se camí fins a la Campània. Això significa, essencialment, que l'herència genètica de la sangiovese és meitat de la Toscana i meitat del sud d'Itàlia.
No se sap amb certesa on va ocórrer l'encreuament; uns ampelògrafs diuen que va ocórrer en la Toscana mentre que uns altres diuen que va ocórrer en sud. Les proves que esgrimeixen els que sostenen la segona teoria és la proliferació de mutacions sense llavors de sangiovese, coneguda amb diversos sinònims, a través de diverses regions del sud d'Itàlia, incloent Campània. Es coneix com a corinto nero en els seus vinyers de Lipari, al nord de Sicília, i com tuccanese a la regió de Puglia. A la Campània, la mutació sense llavors de la sangiovese creix a Savello –on és coneguda com a nerello–, a Motta San Giovanni –coneguda com a nerello campotu– i a Mandatoriccio, on és coneguda com a puttanella.

### Relació amb la ciliegiolo

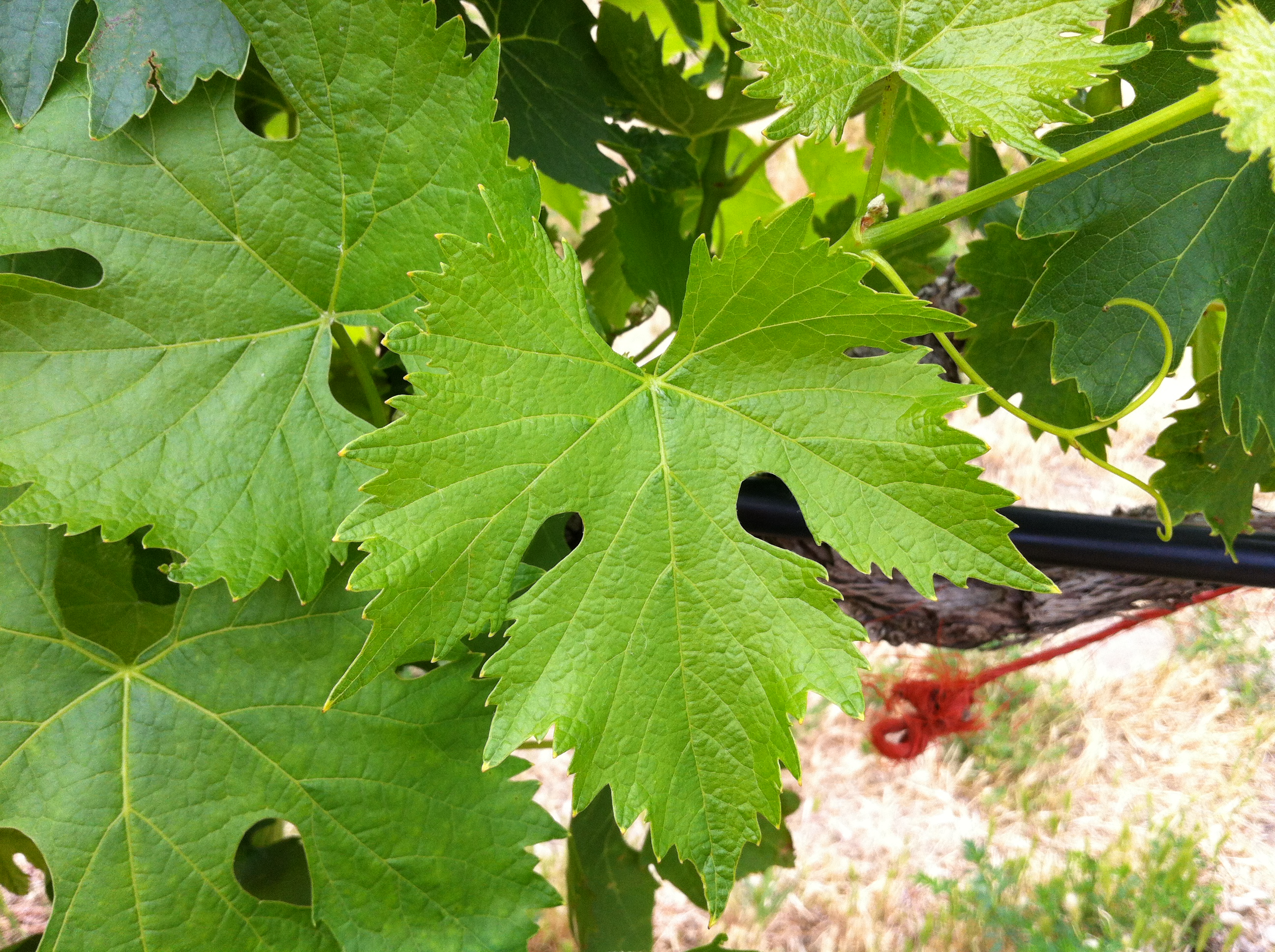
Fulles de sangiovese del vinyer Red Willow de l'estat de Washington.

La paternitat de la ciliegiolo i la calabrese montenuovo de la sangiovese es va basar en 50 marcadors genètics i és generalment acceptada pels ampelògrafs. Alguns escrits sobre vins han publicat que la ciliegiolo és descendent (en lloc d'ascendent) de la sangiovese. Aquesta creença es basa en un estudi de 2007 de 38 marcadors genètics que suggereixen que la ciliegiolo va ser el producte d'un encreuament entre la sangiovese i el raïm portuguès muscat rouge de Madère que es conrea a Madeira, en la conca del Duero i en altres regions vinícoles portugueses. Aquesta teoria alternativa compta amb el suport d'un menor nombre de marcadors genètics. El genetista José Vouillamoz i l'experta en vi Jancis Robinson en discrepen perquè el muscat rouge de Madère no té antecedents a Itàlia, on podria haver-se creuat amb la sangiovese. A més, encara que en el llinatge pogués haver-hi raïms de la família moscatell, els vins de moscatell tendeixen a tenir un sabor característic i la ciliegiolo no té un perfil de sabors similar. Tot això fa poc probable que es tracti d'un descendent de la muscat rouge de Madère.

### Clons i descendència
Els començaments de la recerca ampelogràfica van tenir lloc en 1906 amb l'obra de Girolamo Molon. Molon va descobrir que el raïm italià conegut com a sangiovese era, en realitat, un conjunt de varietats clòniques i les va classificar com a sangiovese grosso i sangiovesse piccolo. La família de la sangiovese grosso incloïa els clons que creixen a la regió de Brunello, així com els clons coneguts com a prugnolo gentil i sangiovese di Lamole, que es conreen a la regió de Greve in Chianti. La sangiovesse grosso, segons Molon, produeix vins de més alta qualitat, mentre que les varietats de la família sangiovese piccolo, que abasta a la majoria dels clons, produeixen vins de menor qualitat. A la fi del segle xx, les recerques del govern italià i del consorci Chianti Classico van descobrir que alguns dels clons que produeixen vins de millor qualitat es trobaven a la regió d'Emília-Romanya i avui estan sent propagats amb els noms de R24 i T19.
Un altre estudi italià publicat en 2008 va mostrar una estreta relació genètica entre la sangiovese i altres deu varietats de raïm italianes: foglia tonda, frappato, gaglioppo, mantonicone, morellino del casentino, morellino del Valdarno, nerello mascalese, tuccanese di Turi, susumaniello i vernaccia nera del Valdarno. És probable que la sangiovese sigui ancestre d'aquestes varietats. Aquestes varietats estan repartides per diferents parts d'Itàlia (Pulla, Calàbria, Sicília i Toscana). La genètica ha demostrat que la sangiovese és una varietat clau en l'arbre genealògic de les varietats de raïms negra italianes.
Una anàlisi d'ADN de 2001 també va suggerir una forta relació genètica entre sangiovese i els vinyers de la regió de Puglia Aleatico, encara que la naturalesa exacta d'aquesta relació encara no s'ha determinat.

## Viticultura

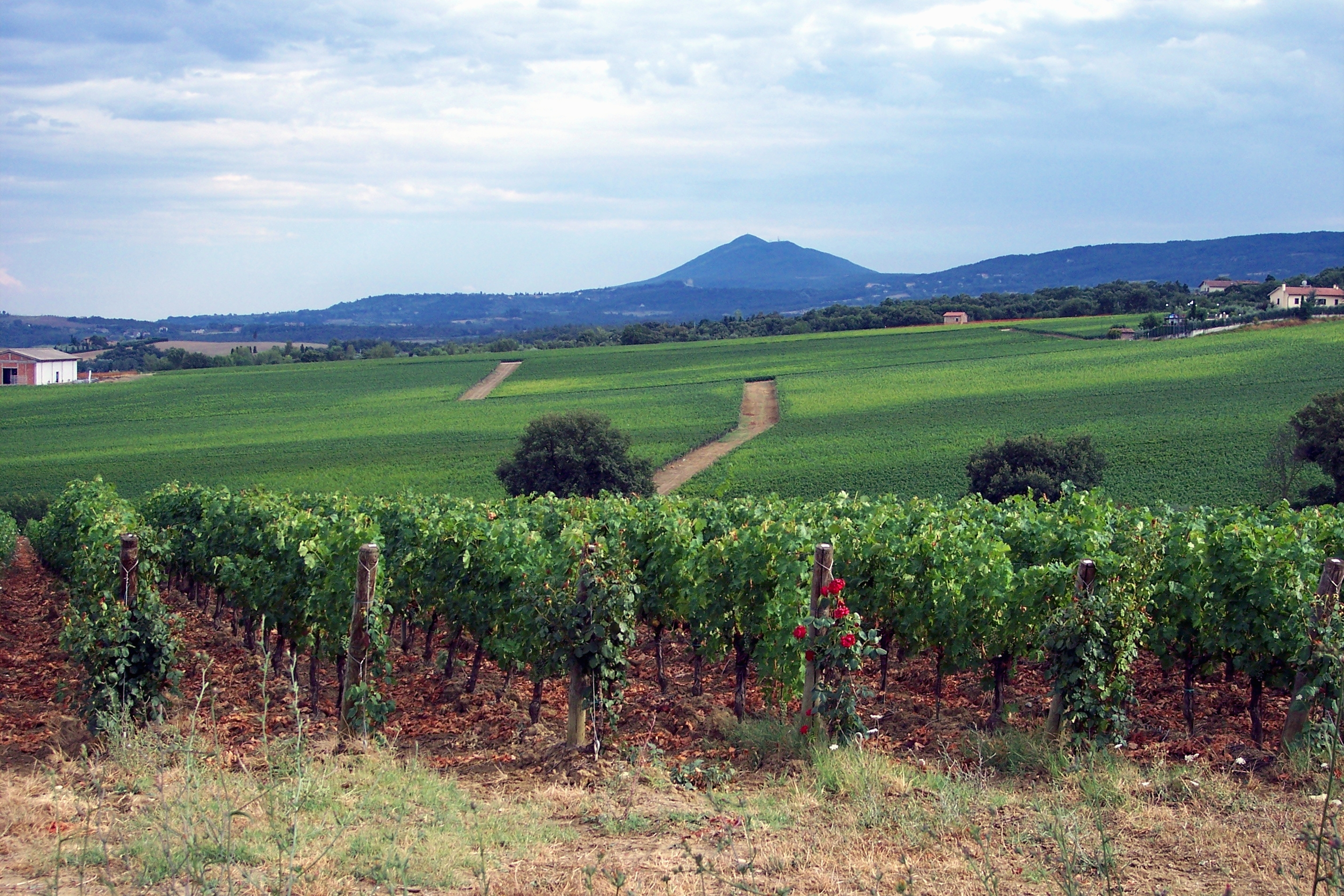
Vinyers de sangiovese a la vall de Orcia, amb la muntanya Amiata al fons.

La sangiovese s'adapta bé a diferents terrers, encara que sembla prosperar millor en sòls amb una alta concentració de pedra calcària. En aquests sòls té el potencial de produir vins elegants amb aromes fortes. A la regió de Chianti Classico, la vinya de sangiovese es nodreix d'un terrer d'esquist i argila molt fràgil conegut com a galestro. A la regió de Montalcino, hi ha molts sòls amb gran quantitat de calcària (anomenats alberese) al costat de sòls galestro. Les zones vinícoles sondi es produeix vi de Chianti sense denominació o genèric són sobretot argilenques. Els vins d'alta qualitat d'aquesta varietat solen produir-se amb raïms de terrers alberese i gaestro.
La vinya brolla primerenc i madura tarda. El raïm necessita suficient calor per madurar completament, però l'excés de calor pot fer que els seu sabor disminueixi. Les collites a Itàlia han estat tradicionalment el 29 de setembre i en l'actualitat tenen lloc d'intervinguts a la fi d'octubre. Una temporada de creixement més llarga fa que els raïms desenvolupin més riquesa i cos. Tanmateix, en anyades més fresques això pot donar lloc al fet que els raïms tinguin alts nivells d'acidesa i un caràcter durament tánico. En regions propenses a pluges a l'octubre (com algunes zones de la Toscana) hi ha un risc de pudrición a causa de la fina pell del raïm sangiovese. En altres àrees, tals com les seques de la vall de Columbia AVA de l'estat de Washington, el raïm resisteix bé la sequera i requereix poc reg.
Per obtenir vins de millor qualitat, han de controlar-se els rendiments, ja que la vinya és molt vigorosa i té tendència a la sobreproducció. En Chianti, els productors més acurats amb la qualitat limiten els seus rendiments a 1,5 kg de fruits per planta. El vi elaborat amb vinyes d'alt rendiment tendeix a produir vins amb un color molt lluminós, alta acidesa i menys alcohol, que són propensos a oxidar-se abans d'hora a causa d'una menor concentració de taninos i antocianinas (antioxidants). Els raïms completament desenvolupats solen tenir uns 19 mm de llarg per 17 mm d'ample, amb una mitjana de pes de 3 grams.
Els sòls amb baixa fertilitat són ideals i ajuden a controlar el vigor de la vinya. La plantació de vinyes en altes densitats amb la finalitat de frenar el vigor pot tenir l'efecte advers d'augmentar el fullatge i la limitació de la quantitat de llum solar directa que arriba al raïm, que és necessària perquè els raïms madurin. Els avanços per a l'obtenció de vins de millor qualitat i per a la comprensió de les característiques dels diferents clons de sangiovese ha portat a la identificació i propagació dels millors clons. Encara que en el passat s'havien afavorit als clons que donaven majors rendiments, en l'actualitat s'està prestant més atenció a la cerca de clons que s'adaptin a cada lloc i en el control de la vigorosidad.

## Vinificació
L'alta acidesa, el cos i el color clar de la sangiovese poden presentar problemes durant la vinificació. El raïm també manca d'alguns dels colors que creguin compostos fenòlics coneguts com a antocianinas aciladas. Els enólogos moderns han ideat moltes tècniques @tratar encotrar formes d'afegir cos i textura a la sangiovese, que van des de l'ús de raïms que procedeixen de vinyes de molt baix rendiment, a ajustar la temperatura i la durada de la fermentació, i a l'ocupació d'una àmplia varietat de tractaments amb roure. Una tècnica usada històricament ha estat la de la mescla de la sangiovese amb altres varietats amb la finalitat del complementar les seves qualitats atractives i compensar alguns dels seus punts febles. Els multivarietals amb sangiovese de Chianti tenen una llarga tradició. En aquestes mescles es emplean els raïms canaiolo, ciliegiolo, mammolo, colorino i fins i tot raïms de vi blanc com la trebbiano i la malvesia. Des de finals del segle XX s'ha fet habitual la mescla amb els raïms de Bordeus, sobretot la cabernet sauvignon. No obstant això, en algunes DOC o DOCG italianes hi ha restriccions d'altres varietats que es poden barrejar amb sangiovese. Per exemple, en el vi de Chianti el límit de cabernet és del 15 %.
Altres tècniques utilitzades per millorar la qualitat del vi de sangiovese són l'ampliació del període de maceración, de 7-12 a 3-4 setmanes, per donar més temps al most per lixiviar fenols de les pells del raïm. Transferir el vi durant la fermentació a noves barriques de roure per a la fermentació malolàctica dona una major polimerització dels taninos i contribueix al fet que sigui més suau i rodó en boca. A més, la sangiovese ha demostrat ser una "esponja" que absorbeix el sabor de vainilla, i uns altres, del roure de la barrica. Per envellir el vi alguns productors moderns usen barriques de roure francès, però hi ha una llarga tradició d'usar grans barriques Botti de roure, amb capacitat per uns 5 o 6 hectólitros de vi. Alguns productors tradicionals segueixen utilitzant les seves velles barriques de castanyer en els seus cellers.

## Regions vinícoles
Encara que hi ha plantacions de sangiovese a tot el món, la terra natal d'aquest raïm és el centre d'Itàlia. Des d'aquí, el raïm es va portar a Amèrica del Nord i a Sud-amèrica pels immigrants italians. Va aconseguir popularitat per primera vegada a l'Argentina, on va produir vins a la regió de Mendoza que van ser homologables amb els de la Toscana. A Califòrnia, el raïm va guanyar popularitat a la fi de la dècada de 1980, amb el moviment de productors Calç-Ital. Els productors Calç-Ital buscaven un vi alternatiu als francesos de cabernet sauvignon, merlot i pinot noir.
Encara que va haver-hi més de 100.000 hectàrees de sangiovese a Itàlia en 1990, les plantacions del raïm van començar a disminuir. Al començament del segle XXI Itàlia seguia sent el principal productor de sangiovese, amb 69,790 hectàrees plantades l'any 2000, sobretot a Toscana, Emília-Romanya, Sicília, Abruzzo i les Marques. Argentina estava just després, amb 2804 ha, seguida de Romania amb 1700, de Còrsega (França) amb 1663, de Califòrnia amb 1371 ha i d'Austràlia amb 440 ha.

### Itàlia
A Itàlia, la sangiovese és la varietat de raïm negre més plantada. Es @tratar una varietat recomanada oficialment en 53 províncies i el seu cultiu està autoritzat en altres 13. Representa aproximadament el 10 % de tots els vinyers d'Itàlia, havent-hi més de 100.000 ha que abasten a molts clons d'aquest raïm. Representa aproximadament el 10% de totes les vinyes d'Itàlia, Al llarg d'Itàlia la hi ha conegut sota una gran varietat de sinònims, incloent els de brunello, morenillino, nielluccio i prugnolo gentil. És el raïm principal dels vins més populars de la Toscana, i l'única varietat empleada per al vi Brunello di Montalcino, així com el component principal dels vins de Chianti, el Vi Nobile di Montepulciano i molts dels Súper Toscans. Fora de la toscana, es troba en tot el centre d'Itàlia. Té un important paper en les DOCG d'Ombria Monferrato Sagrantino secco i Torgiano Rosso Riserva, en la DOCG Conero i les DOC Lazio i Rosso Piceno de les Marques. També hi ha plantacions significatives de sangiovese fos del centre italià en Llombardia, Emília-Romanya, Valpolicella i fins i tot en el sud de Campània i de Sicília.
El color fosc i la característica afrutada de la cabernet sauvignon combina molt bé amb la sangiovese però aquesta mescla està prohibida en moltes DOC italianes. En la dècada dels 70, els Súper Toscans van començar a elaborar-se sense les indicacions de les DOC i s'etiquetaven simplement com a "vi dona tavola" (va venir de taula). Això va produir que els productors demanessin una major flexibilitat en les normes de les DOC. La primera DOC a la qual se li va permetre barrejar cabernet sauvignon amb sangiovese va ser la de Carmignano en 1975, però fins a finals del segle XX aquesta mescla no estava permesa en la majoria de les principals regions vinícoles toscanes.

#### Toscana
Des de principis fins a mitjan segle xx, no es valorava especialment al vi de Chianti. Les regulacions de la DOC estipulaven que les relativament insulses trebbiano i malvesia necessitaven, almenys, ser un 10 % de la mescla, la qual cosa fa que es dilueixi l'acidesa i els sabors. Alguns cellers portaven en camions va venir amb més cos i estil amermelado de Sicília i Pulla per afegir color i alcohol a les mescles. Aquesta pràctica il·legal amb prou feines va millorar la qualitat del vi de Chianti. Des de la dècada de 1970 fins a la dècada de 1980 es va redescobrir la qualitat del raïm sangiovese. Els enólogos van aspirar a canviar les regulacions de les DOC perquè permetés vins 100 % sangiovese o una mescla de "Super Toscana" amb varietats de Bordeus com cabernet i merlot.
Avui dia existeix una àmplia gamma de vins de Chianti que reflecteixen la influència enológica de la sangiovese. La sangiovese tradicionalment té notes herbàcies, a guinda i notes amargues, mentre que els vins moderns influenciats per les varietats de Bordeus tenen més sabors a pruna, mora, espècies i vainilla del roure. Els llocs ideals per a aquests vinyers estan en els vessants sud i sud-oest a altitutdes de 150-550 metres. En general, la sangiovese no madura tan fàcilment en Chianti com ho fa a les regions de Montalcino i Maremma, més al sud. Això es deu al fet que les temperatures nocturnes més fresques i l'alta propensió a les precipitacions al setembre i octubre poden influir al moment de la collita.
Al començament del segle xix, un granger local anomenat Clemente Santi va aïllar certes plantacions de sangiovese per produir un vi monovarietal amb el propòsit d'envellir-ho durant un gran període. En 1888, el seu net Ferruccio Biondi-Santi (un soldat veterà que havia lluitat sota el comandament de Guiuseppe Garibaldi durant el Ressorgiment) va llançar al mercat la primera versió "moderna" del Brunello di Montalcino, que havia estat envellit durant més d'una dècada en grans barriques de fusta. A mitjan segle XX els crítics i els consumidors anhelaven adquirir aquest monovarietal de sangiovese. La regió de Montalcino sembla tenir les condicions ideals per a la maduració de la sangiovese, podent madurar completament fins i tot en els vessants orientats cap al nord. Els vessants orientats cap al nord de Montalcino poden produir vins de sangiovese més lleugers i elegants que els realitzats en els vessants del sud i del sud-oest d'altres llocs.
A la fi del segle XX i al començament del XXI, la regió de la Maremma, en el sud-est de la Toscana, ha estat receptora de moltes inversions i la vida de la regió està lligada al vi. Aquesta àrea és relativament càlida i el raïm té una curta temporada de creixement. La sangiovese que creix en Maremma pot desenvolupar moltes característiques però no té potencial per produir vins amb molt grau alcohòlic ni amb suficients compostos aromàtics.

#### Fora de la Toscana
La sangiovese és el raïm amb la qual més es treballa al centre d'Itàlia, on es produeix vi per a tots els dies i vins de qualitat premium en una gran varietat d'estils (vins negres, rosats, el vi dolç passito, semi-espumosos, espumosos i el vi per a postres Vin Sant). En el nord d'Itàlia, aquest raïm és una varietat menor i té dificultats per madurar per complet al nord d'Emília-Romanya. En el sud, és usada sobretot com a component de mescla amb els raïms locals com són la primitiu, la montepulciano i la nero d'Avola.
En Romaña, el raïm és anomenat sangiovese di Romagna i és plantada àmpliament en l'est de Bolonya. Igual que en la veïna Toscana, la sangiovese de Romaña ha produït naturalment una gran varietat de clons que poden produir un ampli rang de vins de diferents qualitats; de molt pobres a molt fins. Els viticultores han treballat amb vinyes de romagna per produir noves varietats clòniques d'alta qualitat (destacant els clonis R24 i T19).
La sangiovese de Romaña s'adapta bé a diferents terrers i produeix vins més rics, amb més cos i més tánicos a les províncies de Forli i Rávena, i vins més lleugers i afrutados en els entorns de Bolonya i les Marques. El raïm sembla produir el vi de major qualitat en els sòls de pedra arenisca i argila dels pujols del sud de la Via Emilia, prop dels Apenins, que està inclosa en la DOC Sangiovese di Romagna. Les càlides temperatures del seu estiu ajuden al fet que la sangiovese maduri per complet. La DOC Sangiovese di Romagna inclou 17.500 ha de vinyers que produeixen uns 130.000 hectólitros de vi a l'any.

### Altres regions d'Europa i aquest del Mediterrani
A França, encara que alguns productors de Llenguadoc estan experimentant amb la varietat, la sangiovese té una llarga història a l'illa de Còrsega, on la hi coneix com nielluccio. El raïm va ser portat a l'illa entre els segles XIV i XVIII, quan estava governada per la República de Gènova. Allí és barrejada sovint amb la sciaccarello i està permesa en diverses Appellation d'Origine Contrôlée (AOC). Destaca a la regió corsa de Patrimoni, on s'usa per fer vins negres i rosats. En 2008 hi havia 1319 hectàrees de sangiovese a Còrsega.
A Grècia, els productors de Drama, a Macedònia Oriental i Tracia, estan experimentant amb Súper Toscans de sangiovese i de cabernet sauvignon envellits en barriques de roure. Es poden trobar més plantacions de sangiovese a Israel, Malta, Turquia i Suïssa.

### Estats Units i Canadà

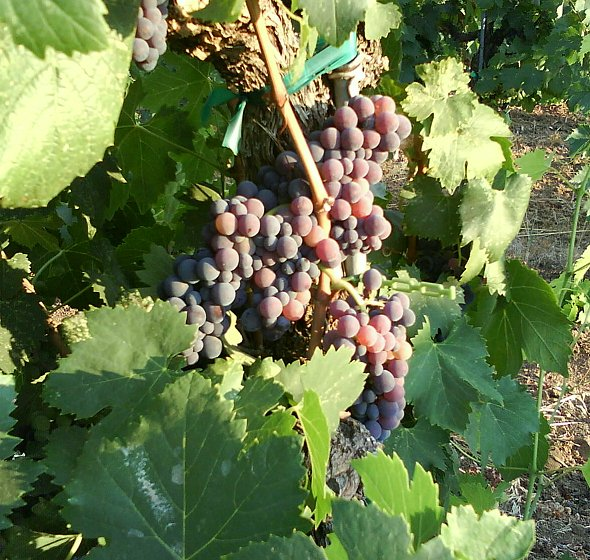
Raïms de Sangiovese madurant durant el període de "veraison" a Amador County, Califòrnia.

Els immigrants italians van portar la sangiovese a Califòrnia a la fi del segle xix. Mai es va considerar molt important fins que l'èxit dels Súper Toscans en la dècada de 1980 va estimular un nou interès en el raïm. En 1991, hi havia prop de 81 hectàrees sembrades amb sangiovese. En 2003, aquest nombre es va elevar a 1200 ha amb plantacions en tot l'estat, sobretot a la vall de Napa, al comtat de Sonoma, a San Luis Obispo, Santa Bàrbara i el comtat de Sierra. No obstant això, en els últims anys les plantacions de la varietat s'han reduït a les 790 ha el 2010.
Els primers resultats de finals del segle XX no van ser molt prometedors per als productors de Califòrnia. La pobresa del terrer, els clons escollits i l'excés d'exposició al sol dels vinyers va derivar en vins que tenien molt poc en comú amb els de la Toscana. La família Antinori, propietària dels vinyers Atles Peack de la AVA Atles Peak, a l'entorn de la vall de Napa, va descobrir que la intensitat del sol a Califòrnia podria fer a la sangiovese més pobra. En l'actualitat, els vins de sangiovese californians tendeixen a ser més afruitats que els de la toscana i compten amb algunes notes florals. En els últims anys s'han @centrar millorar els vinyers i en la selecció clonal, així com a deixar més temps de desenvolupament a les vinyes per augmentar la seva qualitat.

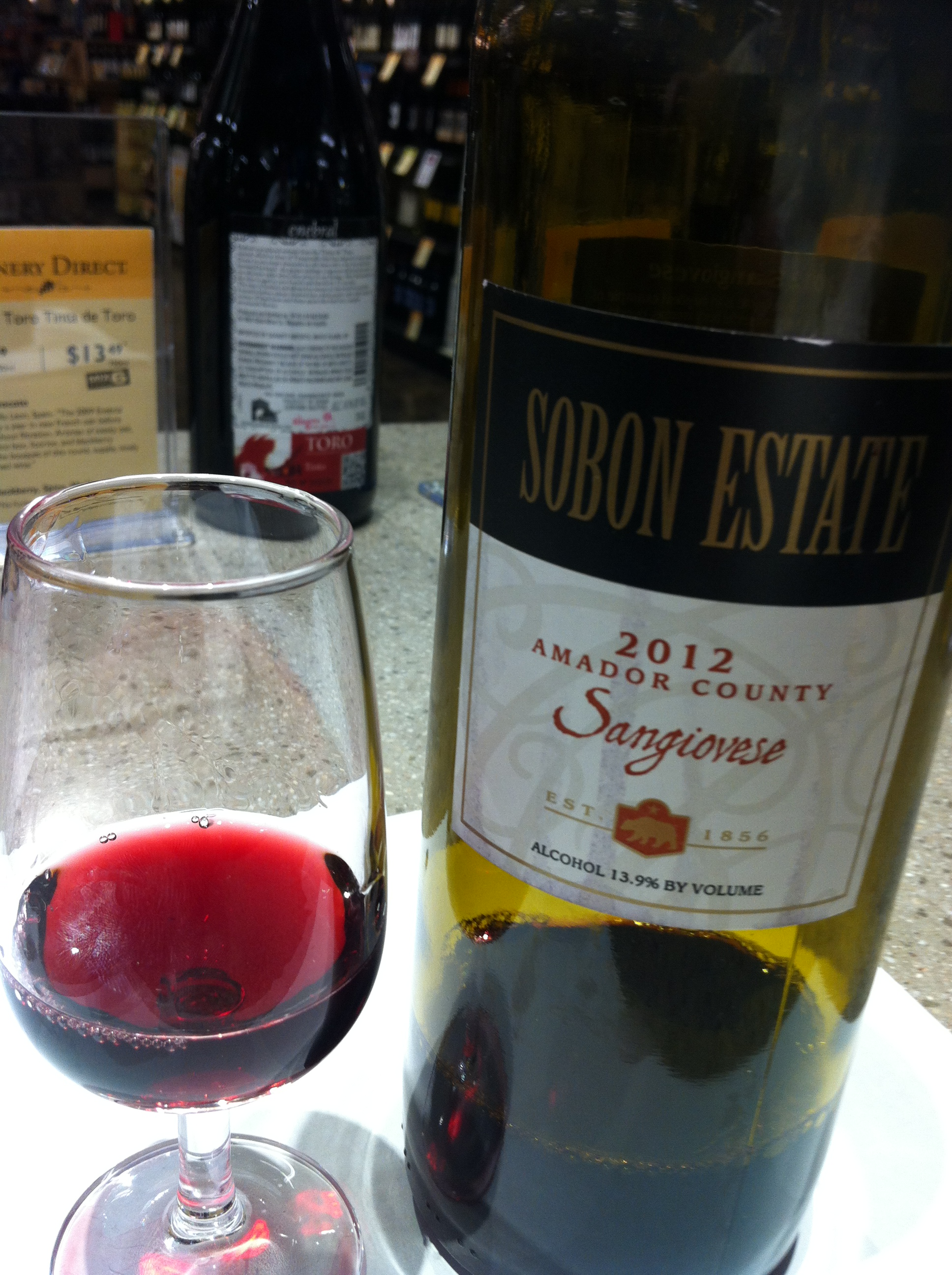
Un Sangiovese de Califòrnia del Amador County a la Sierra Foothills.

En l'estat de Washington, un dels primeres plantacions de sangiovese va ser el vinyer Red Willow en la Yakima Valley AVA. En l'actualitat, els productors estan buscant localitzacions que puguin augmentar la qualitat de la sangiovese per realitzar vins monovarietals. Aquestes plantacions joves estan en àrees com la Walla walla AVA, Naches Heights AVA i la Yakima Valley. Produeixen vins amb sabors picants i cirera agra, així com notes a anís, rosella vermella i fulles de tabac. Igual que a Califòrnia, les plantacions de sangiovese de Washington han disminuït en els últims anys, fins a arribar a les 185 ha en 2011.
Altres àrees dels Estats Units amb plantacions considerables de sangiovese són la Rogue Valley AVA i Umpqua AVA a Oregon, Monticello a Virgínia i el Texas Hill Country de Texas.
A Canadà, hi ha menys de 10 ha de sangiovese, moltes d'elles a Ontario, encara que alguns productors de Niagara-on-the-Lake estan experimentant amb vi de gel d'aquesta varietat. També es poden trobar petites quantitats d'aquest raïm a la Colúmbia Britànica.

### Altres regions del Nou Món
Els immigrants italians van introduir la vinya sangiovese a l'Argentina entre finals del segle xix i començaments del segle xx. Els primers llocs on es va plantar i els clons escollits no van ser els ideals i, igual que a Califòrnia i a Austràlia, els esforços s'han centrat en la cerca dels millors clons per utilitzar-los en els llocs adequats. El raïm no és àmpliament conreat a Argentina i la que hi ha s'utilitza, sobretot, per a l'exportació. En 2008 hi havia 2319 ha de sangiovese, la majoria a la regió vinícola de Mendoza, encara que hi ha altres plantacions a la província de La Rioja argentina i a la província de San Juan.
En la serralada dels Andes, els productors xilens han estat experimentant amb plantacions d'aquesta varietat, de la qual hi havia 124 ha el 2008. Brasil tenia 25 ha d'aquesta varietat el 2007. La indústria vinícola mexicana ha començat recentment a plantar aquesta vinya.
La sangiovese s'ha popularitzat a Austràlia, on va ser introduïda per la Commonwealth Scientific and Industrial Research Organisation (CSIRO) a la fi de la dècada de 1960. Durant molts anys, aquest clon (H6V9) importat des de la Universitat de Califòrnia en Davis va ser l'únic disponible a Austràlia. Les primera gran plantació d'aquest raïm va tenir lloc en la dècada de 1980 quan Penfolds va expandir el seu vinyer Kalimna, a la vall de Barossa. La disponibilitat de clons va augmentar (en l'actualitat hi ha 10 disponibles des de 2011), i les plantacions de sangiovese eren de 517 ha el 2008.
A Nova Zelanda, el primer vi monovarietal de sangiovese va sortir al mercat en 1998 i en l'actualitat hi ha 6 ha del raïm plantades sobretot en North Island, a l'entorn d'Auckland. En 2008 hi havia 63 ha de sangiovese, concentrades sobretot en Stellenbisch i Darling. A Sud-àfrica hi ha 10 cellers que produeixen sangiovese.

## Vins
Els vins de sangiovese tendeixen a exhibir l'acidesa natural del raïm així com un nivell moderat de taninos i un color clar. Les mescles poden produir afegir caràcter o qualitat al vi. La naturalesa dominant de la cabernet pot causar una influència desproporcionada a un vi de mescla, cobrint les característiques de la sangiovese amb les seves característiques de cirera, grosella negra, mora i pruna. Fins i tot amb un 4 o 5 % de cabernet sauvignon es pot cobrir a la sangiovese si la seva característica afrutada no és alta. A mesura que el vi de cabernet i sangiovese envelleix, alguns dels sabors dominants de la cabernet es poden suavitzar i poden revelar-se més característiques de la sangiovese.
El vi té característiques diferents depenent de la regió. El vi toscà de sangiovese té notes agridulces, a cirera, a violetes i a te. Quan són joves, els sangiovese toscans poden tenir cert sabor de tomàquet, la qual cosa accentua la seva característica herbàcia. Els sangiovese californians tendeixen a tenir més sabors a fruites vermelles amb un picante similar al de zinfandel o a fruites fosques depenent de la proporció de caberenet amb la qual es barregi. Els sangiovese argentins tenen unes característiques dels vins toscans i de california, amb sabors a fruites vermelles i alguna nota amarga.
Els vins a força de sangiovese tenen potencial per envellir però la immensa majoria tendeixen a consumir-se joves. Els vins amb més capacitat d'envelliment són els Súper Toscans i el Brunello di Montalcino, que poden envellir durant més de 20 anys si són de bones anyades. Aquests exemplars premium necessiten de 5 a 10 anys. Els vins potencialment més lleugers Vi Nobile di Montepulciano, Carmignano i Rosso di Montalcino tendeixen a servir-se abans (als 5 anys) però caduquen abans, als 8 o 10 anys. El potencial d'envelliment del Chianti és altament variable, depenent del productor, de la qualitat de la collita i de la sub-zona de Chianti en la qual es produeix. El vi de Chianti més bàsic sol consumir-se 3 o 4 anys després de la collita mentre que els millors exemples de Chianti Classico Riserva poden envellir durant més de 15 anys. El sangiovese del Nou Món es consumi abans, uns 3 o 4 anys després de la collita, havent-hi alguns exemples bàsics de sangiovese argentí que solament tenen potencial per millorar un any en ampolla.

## Acompanyament de menjars
L'alta acidesa del sangiovese i el seu nivell d'alcohol moderat el converteixen en un bon acompanyant de plats italians amb salsa de tomàquet, com la pizza i la pasta, sobretot en els vins basats en sangiovese de Chianti. Els vins monovarietals de sangiovese, o aquells sangiovese amb una petita quantitat de cabernet sauvignon, poden acompanyar plats tous com el pastís de carn i pollastre rostit. També acompanya bé a plats condimentats amb alfàbrega, farigola i sàlvia per les notes herbàcies del raïm. Els vins de sangiovese que han estat tractats amb roure poden acompanyar bé el menjar a la graella o els fumats. Si en un vi és mescla la varietat cabernet, la merlot o la syrah amb la sangiovese, imposen les seves característiques i el vi passa a acompanyar millor plats com els filets, sopes espesses com la ribollita, purés i sopa de mongetes.

## Sinònims
Al llarg dels anys, la sangiovese s'ha conegut sota una gran varietat de sinònims, molts dels quals s'han associat amb clons concrets del raïm. Entre els sinònims reconeguts per al raïm estan: brunelletto (a la regió toscana de Grosseto), brunello, brunello di Montalcino, cacchiano (en la Toscana), calabrese (en la Toscana), cardisco, chiantino (en la Toscana), cordisio, Corinto nero (a l'illa de Lipari, a Calàbria), dolcetto precoce, guarnacciola (a la regió de Benevent, Campània), ingannacane, lambrusco mendoza, liliano (en la Toscana), maglioppa, Montepulciano, morellino, morellone, negrello (a Calàbria), negretta, nerello (a Sicília), nerello campotu (a Calàbria), nerino, niella (en Corsica), nielluccia, nielluccio (en Corsica), pigniuolo rosso, pignolo, plant romain, primaticcio, prugnolo, prugnolo dolce (en la Toscana), prugnolo di Montepulciano, prugnolo gentile, prugnolo gentile di Montepulciano, puttanella (in Calàbria), riminese, rosso di Montalcino, sant Gioveto, sant Zoveto (en la Toscana), sancivetro, sangineto, sangiogheto (en la Toscana), sangiovese dal cannello lungo, sangiovese di Lamole, sangiovese di Romagna, sangiovese dolce, sangiovese gentile, sangiovese grosso, sangiovese nostrano, sangiovese piccolo, sangiovese toscà, sangioveto (en la Toscana), sangioveto dell'Elba, sangioveto dolce, sangioveto grosso, sangioveto montanino, sanvincetro, sanzoveto, tabernello, tignolo, tipsa, toustain (a Algèria), tuccanese (en Puglia), raïm abruzzi, raïm tosc, uvetta, raïm brunella, raïm caní, vigna del Conte (a Calàbria) i vigna maggio (en la Toscana).